# Plundering van Steenbergen
De Plundering van Steenbergen vond plaats op 28 mei 1572 door de geuzen aan het begin van de Tachtigjarige Oorlog.

## Aanleiding
Nadat de geuzen op 1 april 1572 Den Briel hadden ingenomen probeerden zij op het Brabantse vasteland steden te veroveren om deze onder het gezag te brengen van Willem van Oranje. Zij kozen de steden waarvan ze verwachtte dat de aanhang voor de prins groot zou zijn, zoals Bergen op Zoom en Ruigenhil. Hierdoor werden ook steden als Roosendaal en Steenbergen slachtoffer van het oorlogsgeweld.

## Plundering
Op 28 mei 1572 stond onder aanvoering van kapitein Pieter van Hoorne een leger van 10 schepen en 400 geuzen voor de gesloten poort van Steenbergen. Aan het bestuur van de stad werd medegedeeld dat zij waren gekomen op last van de Graaf van Lumey, de toenmalige luitenant van de prins, die op dat moment in Den Briel verbleef. Voorts werd verzocht de poort te openen uit naam van Willem van Oranje. Een schriftelijke verklaring van de prins ontbrak echter. De schout van Steenbergen Willem de Roovere startte daarop de onderhandelingen. In het besef dat de stad niet werd bemand door een garnizoen en zich dus niet kon weren tegen een aanval, werd afgesproken dat de geuzen toegang kregen tot de stad onder de voorwaarde dat, met uitzondering van de geestelijken, de bevolking met rust zou worden gelaten. Op dat moment waren de aanwezige priesters en monniken met de belangrijkste kerkschatten de stad al ontvlucht.
Nadat de geuzen de stad binnen waren verbraken ze hun woord en plunderden de kerk en een groot aantal huizen. Verder werd een zware schatting geheven. Vijf notabele stadsbewoners werden gegijzeld in herberg Den Leeuw om later naar Den Briel te worden gebracht:
- Willem de Roovere (schout)
- Jacob Franzen (burgemeester)
- Nicolaas Vierling (secretaris)
- Jeronimus Vierling (broer van Nicolaas Vierling)
- Emerentiana van Bruheze (moeder van Nicolaas en Jeronimus Vierling)

Veertien dagen na de plundering werd door de door Alva aangestelde rentmeester van Steenbergen Nicolaas Peck 1800 Vlaamse ponden losgeld betaald.

## Onderzoek
In 1578 stelden de Spanjaarden een onderzoekscommissie in om de wandaden van de geuzen te onderzoeken. Naar aanleiding van de plundering van Steenbergen legden een aantal stadsbewoners een verklaring af. Onder hen waren Jacob Franzen en Nicolaas Vierling.